# 金原亭龍馬
金原亭 龍馬（きんげんてい りょうま）は、落語家の名前。
- 三遊亭？龍馬 - 明治31年1月の富本席に名が見える
- 柳家龍馬 - 後∶橘右近

金原亭 龍馬（きんげんてい りょうま、1972年10月6日 - ）は、日本の落語家である。落語協会所属の真打。出囃子∶すととん節。紋∶鬼蔦または裏梅。

## 来歴
1972年10月6日、千葉県千葉市出身。日本大学経済学部に入学し、学生時代は落語研究会（日本大学経商法落語研究会）に所属した。
大学を卒業後、1997年4月、金原亭伯楽に入門する。前座名は、小駒。同年、上野鈴本演芸場で初高座をつとめた。
2000年、川柳つくし、林家謙信平と共に二ツ目に昇進する。2008年、2009年にはさがみはら若手落語家選手権日本文化情報会賞を受賞。
2013年、川柳つくし、三遊亭天どん、四代目三遊亭金朝、柳家喬志郎と共に真打に昇進し「龍馬」と改名した。

## 人物
- 趣味∶銭湯めぐり、ツーリング、三味線など。

## 芸歴
- 1997年
  - 4月∶金原亭伯楽に入門。
  - 6月∶前座として楽屋入り。前座名「小駒」
- 2000年11月∶二ツ目昇進。
- 2013年9月∶真打昇進。「龍馬」に改名。

## 受賞歴
- 2008年∶第7回さがみはら若手落語家選手権日本文化情報会賞受賞。
- 2009年∶第8回さがみはら若手落語家選手権日本文化情報会賞受賞。